# توماس من بايوكس
توماس من بايوكس (بالفرنسية: Thomas de Bayeux)‏ (و. القرن 11 – 1100 م) هو كاهن كاثوليكي فرنسي، توفي في يورك.

## مناصب
تولى منصب Roman Catholic archbishop of York ‏ منذ 23 مايو 1070
.